# Škrip
Škrip är en ort i Kroatien.   Den ligger i länet Dalmatien, i den södra delen av landet, 280 km söder om huvudstaden Zagreb. Škrip ligger 248 meter över havet och antalet invånare är 172.
Terrängen runt Škrip är kuperad åt sydväst, men åt nordost är den platt. Havet är nära Škrip norrut. Runt Škrip är det ganska tätbefolkat, med 108 invånare per kvadratkilometer. Närmaste större samhälle är Podstrana, 15,3 km norr om Škrip. 

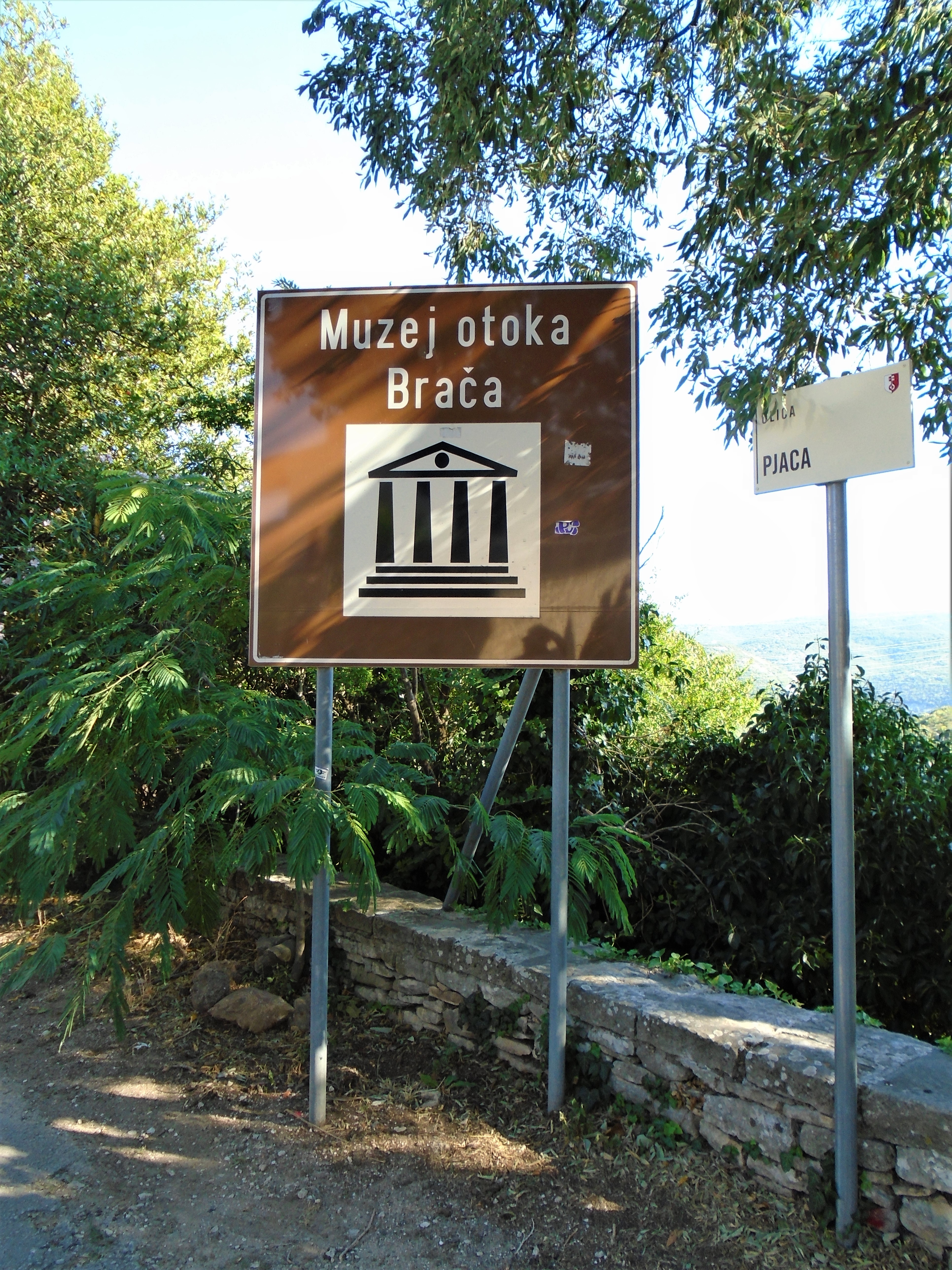
Museistyrelsen i Škrip